# BRL-54443
BRL-54443 ist ein Arzneistoff, der als selektiver Agonist für die Serotoninrezeptor-Subtypen 5-HT1E und 5-HT1F wirkt.